# Park (nome coreano)
Park, às vezes estilizado como Bag (박), é o terceiro nome mais popular da Coreia do Sul, tradicionalmente conhecido por causa do rei Hyeokgeose Park (박혁거세) e, teoricamente, incluindo todos os seus descendentes. Park ou Bak é geralmente assumido como vindo do substantivo coreano Bak (박), que significa "cabaça". De acordo com o censo sul-coreano de 2015, haviam 4.192.074 pessoas com o nome na Coreia do Sul, ou cerca de 8,5% da população.

Percentagem de nomes de família na Coreia
Kim, Gim
Lee, Yi, Rhee
Park, Pak
Choi
Jung, Jeong, Chung, Cheong

## Personagens atuais notáveis

### Atores
- Park Bo-gum
- Park Jin-young
- Park Geun-hyung
- Park In-hwan
- Park Hae-il
- Park Hae-jin
- Randall Park
- Park Yong-ha
- Park Yu-hwan
- Park Seo-joon
- Park Shin-yang
- Park Sang-min
- Park Hyung-sik

### Atrizes
- Park Won-sook
- Park Min-young
- Park Han-byul
- Park Hee-jung
- Park Hwan-hee
- Park Eun-bin
- Park Eun-hye
- Park Si-yeon
- Grace Park
- Hettienne Park
- Soo Ae
- Park Shin-hye
- Linda Park
- Park Bo-young
- Park Jeong-ah
- Park Sol-mi
- Park Yoo-chun
- Park Yoo-hwan
- Sydney Park

### Atletas
- Dong Keun Park - Grande Mestre de Taekwondo
- Park Inbi - jogador de golfe sul-coreano
- Angela Park - Golfista brasileiro-americana de ascendência coreana
- Jane Park - golfista americana de ascendência coreana
- Park Hang-seo - gerente de futebol sul-coreano da seleção vietnamita de futebol
- Park Ji-Sung - jogador de futebol sul-coreano
- Park Joo-Young - futebolista sul-coreano
- Park Chan-Ho - jogador de beisebol sul-coreano
- Park Jong-il (nascido em 1972) - alpinista sul-coreano de esqui
- Park Jong Soo - Mestre de Taekwondo
- Pak Se-Ri (nascido em 1977) - jogadora de golfe sul-coreana
- Park Tae-Hwan - nadador sul-coreano
- Park Joo Bong - jogador de badminton sul-coreano
- Piao Cheng (nascido em 1989) - jogador de futebol coreano-chinês
- Park Sang-young - esgrimista sul-coreano
- Park Sung-hyun - golfista sul-coreano
- Park Seung-hi, patinador sul-coreano de velocidade em pista curta
- Park Sung-hoon - patinador artístico sul-coreano

### Comediantes
- Park Kyung-lim

### Diretores
- Annabel Park - documentarista e ativista americana
- Park Chan-wook - diretor sul-coreano
- Park Nam-ok - primeira mulher diretora coreana

### Figuras literárias
- Park Chong-hwa - romancista coreano
- Park Hyoung-su - romancista coreano
- Park In-hwan - autor coreano
- Park Jaesang - cantor coreano
- Park Nam-su - poeta coreano
- Park Taesun - romancista coreano
- Park Tae Won - romancista coreano
- Park Wan-suh - romancista coreana
- Park Yeonghan - autor coreano
- Park Yong-rae - autor coreano
- Park Ynhui - poeta e escritor coreano

### Políticos
- Park Chung-hee - ex-presidente da Coreia do Sul
- Park Geun-hye - ex-presidente da Coreia do Sul, filha de Park Chung-hee
- Park Ji-won (nascido em 1942) - político sul-coreano
- Pak Song-chol (1913–2008) - político norte-coreano
- Park Won-soon (1956-2020) - político sul-coreano, filantropo, ativista e advogado

### Cantores
- Park Bom, ex-membro do grupo feminino sul-coreano 2NE1
- Park Boram, cantora sul-coreano
- Park Chaeyoung, membro do grupo feminino sul-coreano Blackpink

- Park Chanyeol, membro da boy band sul-coreana-chinesa EXO

- Park Choong Jae (nome artístico Jun Jin), membro do grupo masculino sul-coreano Shinhwa
- Park Choah, ex-membro do grupo feminino sul-coreano AOA
- Park Eun Hye (nome artístico Ivy), cantora sul-coreana
- Park Gyuri, ex-membro do grupo feminino sul-coreano Kara
- Park Hyo-jin (nome artístico Narsha), membro do grupo feminino sul-coreano Brown Eyed Girls
- Park Hyoshin, cantor sul-coreano
- Park Hyung-sik, ator, cantor e membro do boy group sul-coreano ZE: A
- Park Jaebeom (nome artístico Jay Park), cantor, rapper e dançarino coreano-americano; ex-membro do grupo masculino sul-coreano 2PM
- Park Jae-hyung (nome artístico Jae), cantor coreano-americano e guitarrista principal da banda de rock sul-coreana Day6
- Park Jae-sang (nome artístico Psy), rapper sul-coreano
- Park Ji-hoon, membro do boy group sul-coreano Wanna One e solista
- Park Ji-min, membro da dupla cantora sul-coreana 15 &, também conhecido como Jamie Park
- Park Jimin, membro do grupo masculino sul-coreano BTS
- Park Jin-young, membro do grupo masculino sul-coreano GOT7 e seu subgrupo JJ Project
- Park Jin-young, cantor e compositor sul-coreano; fundador e CEO da JYP Entertainment
- Park Jihyo, membro e líder do grupo feminino sul-coreano Twice
- Park Jiyeon, membro do grupo feminino sul-coreano T-ara
- Park Jiyeon, cantora sul-coreana
- Park Jiyoon, cantor sul-coreano
- Park Jiyoung (nome artístico Kahi), ex-membro do grupo feminino sul-coreano After School
- Park Joon-hyung, membro do grupo masculino sul-coreano g.o.d
- Park Jung-ah, ex-membro do grupo feminino sul-coreano Jewelry
- Park Jung-hwa, membro do grupo feminino sul-coreano EXID
- Lena Park (Park Junghyun), cantora coreana-americana
- Park Jung Min, membro do grupo masculino sul-coreano SS501
- Park Jungsoo (nome artístico Leeteuk), membro do grupo masculino sul-coreano Super Junior
- Park Kyung, membro do grupo masculino de hip-hop sul-coreano Block B
- Park Mi-yeon (nome artístico Serri), membro do grupo feminino sul-coreano Dal Shabet
- Park Myeong-su, cantor e comediante sul-coreano
- Sandara Park, ex-membro do grupo feminino sul-coreano 2NE1
- Park Sang Hyun (nome artístico Thunder), cantor, rapper, ex-membro da boy band sul-coreana MBLAQ
- Park Shion
- Park Sojin, membro do grupo feminino sul-coreano Girl's Day
- Park Sooyoung (nome artístico: Park Soo-ah; antigo nome artístico: Lizzy), ex-membro do grupo feminino sul-coreano After School
- Park Sooyoung (nome artístico Joy), membro do grupo feminino sul-coreano Red Velvet
- Park Subin, membro do grupo feminino sul-coreano Dal Shabet
- Sun Park, artista australiano-coreano e ex-membro do grupo musical australiano Hi-5
- Park Sun-young (nome artístico Luna), membro do grupo feminino chinês-sul-coreano f (x)
- Teddy Park, membro do Grupo de hip-hop coreano 1TYM
- Park Woojin, ex-membro do boy group sul-coreano Wanna One e membro do AB6IX
- Park Ye-eun, ex-membro do grupo feminino sul-coreano Wonder Girls
- Park Yoochun, ex-membro do grupo masculino sul-coreano DBSK, membro do grupo masculino sul-coreano JYJ

### Soldados
- General Park Jong Heon (Chefe do Estado-Maior, Força Aérea da República da Coreia de 2010–2012 DC)

### Dubladores
- Romi Park

### Outros
- Park Jeong-hwan - jogador profissional de Go sul-coreano
- Piao Wenyao (nascido em 1988) - jogador profissional de Go chinês
- Park Kun-bae
- Park Young-sook - Futurista - fundador da Korea Foster Care Association
- Suji Park (nascido em 1985) - escultor e artista de cerâmica coreano-neozelandês
- Park Hye-min (nascido em 1990) - vlogger de beleza e maquiador sul-coreano

### Personagens fictícios
- Adam Park, um personagem de Mighty Morphin Power Rangers
- Park, um personagem do Hey Arnold!
- Linda Park, personagem da série de quadrinhos em Flash da DC Comics
- Sun Park, um personagem de American Dragon: Jake Long
- Park Sheridan, um personagem de livro do romance Eleanor and Park de Rainbow Rowell
- Glory Park, um personagem do livro Every Anxious Wave de Mo Daviau
- Soojin Park, personagem do romance Amina's Voice, de Hena Khan.